# Aleksej Markov
Aleksej Michajlovitj Markov (ryska: Алексей Михайлович Марков), född 26 maj 1979 i Moskva, Sovjetunionen, är en före detta professionell rysk tävlingscyklist på landsväg och bana. Han cyklade för UCI ProTour-stallet Katjusja under säsongen 2009. Men fick inget fortsatt kontrakt med dem efter säsongen, utan fortsatte cykla för det ryska nationslaget på landsväg och bana.
Han är flerfaldig medaljör i de Olympiska sommarspelen och världsmästerskapen på bana.
Markov blev professionell 2001 med det ryska stallet Itera och han tävlade för dem under två säsonger. År 1998 började han att tävla för det ryska stallet Lokosphinx, och var där bland annat stallkamrat med Vladimir Karpets, men efter en säsong gick han tillbaka till bancyklingen. Inför säsongen 2003 gick han vidare till det ryska stallet Lokomotiv, innan han fortsatte sin karriär i det polska stallet Hoop CCC-Polsat under en säsong. Milaneza-Maia blev hans nästa stall innan han blev kontrakterad av UCI ProTour-stallet Caisse d'Epargne under två år. Inför säsongen 2008 valde han att återvända till Ryssland och han tävlade under ett år med det mindre stallet Katjusja Continental Team, men när Katjusja gick ihop med det större stallet Tinkoff Credit Systems blev han medlem av det större stallet Katjusja inför säsongen 2009. 
Aleksej Markov tog silvermedaljen i de Olympiska sommarspelen 1996 i lagförföljelse. Fyra år senare tog han brons i poängtävlingen i Sydney och åtta år senare i Peking tog han brons i madison tillsammans med Michail Ignatjev. 
Som junior i landsvägssammanhang slutade han trea på juniorernas tempolopp av världsmästerskapen 1997 efter tysken Torsten Hiekmann och Michael Rogers från Australien.
Under säsongen 2007 var Markov del av Caisse d'Epargnes stall till Giro d'Italia 2007, men han lämnade tävlingen efter den tionde etappen, liksom stallkamraten José Joaquín Rojas Gil. Tillsammans med Nikolaj Trusov tog Aleksej Markov silvermedaljen i madison på Europamästerskapen bakom nederländarna Peter Schep och Jens Mouris.
Aleksej Markov slutade tvåa i individuellt förföljelselopp i Köpenhamn 2008 bakom Sergio Escobar, innan han tog bronsmedalj på världsmästerskapens förföljelselopp bakom Bradley Wiggins och Jenning Huizenga. I juni slutade ryssen tvåa på etapp 2 av Volta Ciclista Internacional a Lleida. Han åkte sedan över till de Olympiska sommarspelen 2008 i Peking och tog där, tillsammans med Michail Ignatjev, bronsmedaljen i madison. Säsongen fortsatte med Tour of Sochi, där Aleksej Markov vann etapp 3. Han tog silvermedalj i derny på Europamästerskapen i Alkmaar bakom Matthé Pronk. Han slutade också på andra plats i individuellt förföljelselopp när världscupen kom till Melbourne.
Under säsongen 2009 slutade ryssen på tredje plats i individuellt förföljelselopp i Köpenhamn bakom Taylor Phinney och David O'Loughlin. På Vuelta a Burgos tog Aleksej Markov andra plats på etapp 3 och han slutade på tredje plats på etapp 4. Markov slutade på femte plats på etapp 3 av Benelux Tour bakom Tom Boonen, Tyler Farrar, Francesco Chicchi och José Joaquin Rojas. I september slutade han på fjärde plats på Kampioenschap van Vlaanderen bakom nederländarna Steven de Jongh, Sebastian Langeveld och Bobbie Traksel.
När säsongen fortsatte Markov sin karriär i Ryssland. Under sitt första år med det ryska nationslaget vann han en etapp på det kinesiska linjeloppet Tour of Hainan; ett lopp där han senare slutade på tredje plats bakom Valentin Iglinskij och Johnny Walker. Han gjorde också flera fina resultat på bana, bland annat en silvermedalj i lagförföljelse på EM i Pruszków, Polen.
I mars 2011 tog Markov, Aleksandr Chatuntsev, Evgenij Kovalev och Aleksander Serov, silver i lagförföljelse på världsmästerskapen på bana i Apeldoorn, Nederländerna. I nationsmästerskapen tog han guld i lagförföljelse och madison.

## Stall
- 1998 Lokosphinx
- 2001-2002 Itera
- 2003 Lokomotiv
- 2004 Hoop CCC-Polsat
- 2005 Milaneza-Maia
- 2006-2007 Caisse d'Epargne
- 2008 Katjusja Continental Team
- 2009 Katjusja